# Siem van den Hoonaard

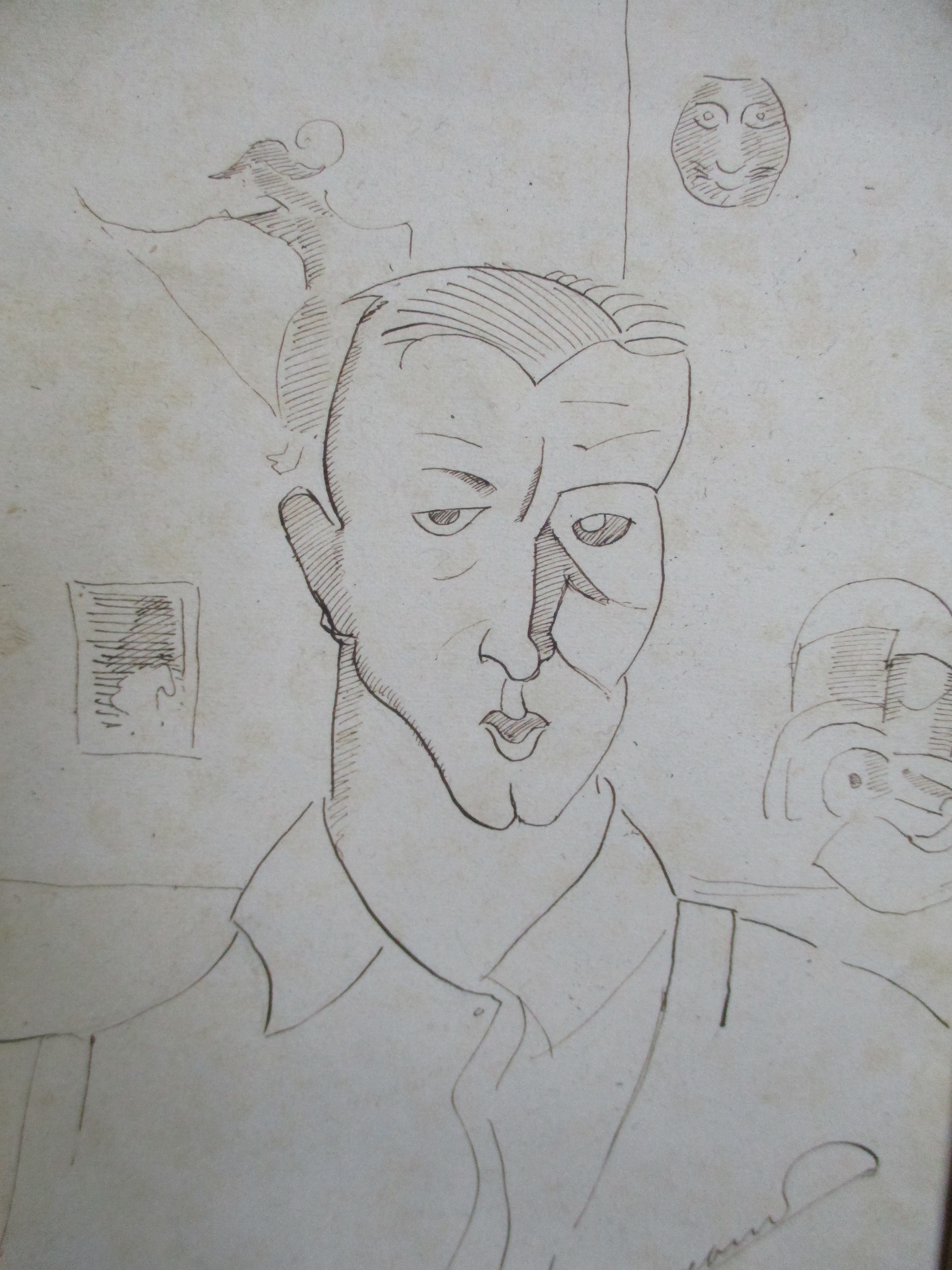
Zelfportret van Siem van den Hoonaard

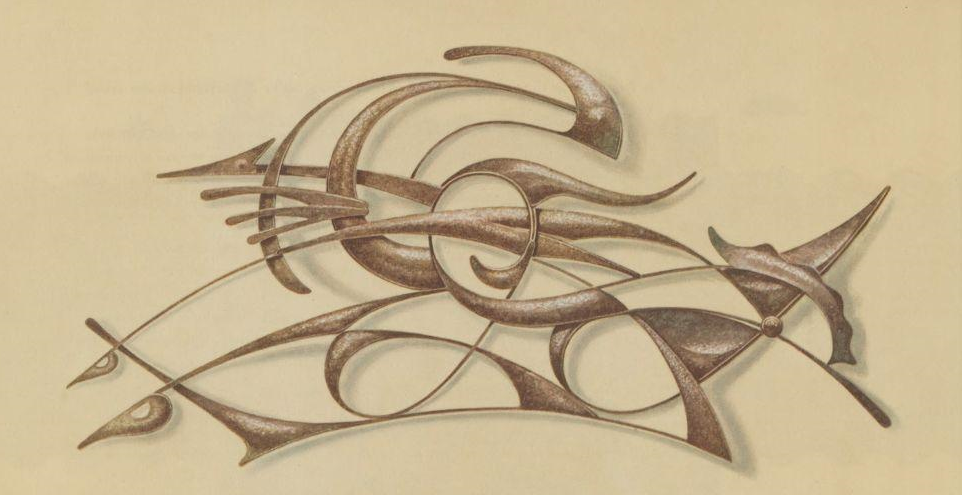
Snelheid van den Wind (1937)

Siem (Simon) van den Hoonaard (Rotterdam, 11 oktober 1900 – Leiden, 11 augustus 1938) was een edelsmid.
Van den Hoonaard werd kort na de verhuizing (29 mei 1896) van zijn ouders van Hillegersberg naar Rotterdam, geboren in de Benthuizerstraat, op de grens van Rotterdam met de toen nog zelfstandige gemeente Hillegersberg. Zijn vader was pakhuisknecht/winkelbediende. Van den Hoonaard volgde na zijn dagelijkse werk als juwelenzetter de avondopleiding aan de Academie van Beeldende Kunsten en Technische Wetenschappen in Rotterdam. De jonge ambachtsman viel hier op en verkreeg er in 1926 de zilveren medaille voor kunstnijverheid. Op 26 april 1928 keerden de Van den Hoonaards terug naar Hillegersberg. Na zijn academietijd vestigde hij zich als zelfstandig ontwerper en beeldend kunstenaar in Hillegersberg.
Siem van den Hoonaard was edelsmid en vervaardigde zowel kleine sieraden als gebruiksvoorwerpen. Vanaf 1931 maakte hij ook plastieken. Het wandmasker 'Clown' was kunstcriticus Jos de Gruyter, de latere directeur van het Groninger Museum, al in 1932 opgevallen. Hij vestigde er de aandacht op in een verslag in dagblad Het Vaderland. 'Clown' is wellicht Van den Hoonaards bekendste werk; het bevindt zich nu in de collectie van Museum Boijmans Van Beuningen in Rotterdam. Van den Hoonaard was ook een van de kunstenaars die een bijdrage leverden aan de verfraaiing van het passagiersschip de Nieuw Amsterdam van de trans-Atlantische Holland-Amerika Lijn. Zijn bijdrage bestond uit de wandplastiek 'Snelheid van den wind', een van tombak (legering van koper en zink) vervaardigd werk dat 234 x 114 cm meet.
In 1936 verhuisde Van den Hoonaard naar Noordwijk aan Zee. Daar werd hij het slachtoffer van een schimmel in de longen, waaraan hij op 11 augustus 1938 in het Leidse universitaire ziekenhuis kwam te overlijden. Vier dagen later werd hij in Hillegersberg op de begraafplaats bij de Hillegondakerk  begraven. Diezelfde dag hebben W. Witmond, commies ter Hillegersbergse secretarie, en Chris van den Berg, de voorzitter van het Prentenkabinet Hillegersberg, kennelijk tevergeefs geprobeerd het gemeentebestuur van Hillegersberg ertoe te bewegen een werk van Van den Hoonaard aan te schaffen.
In augustus 1940 schreef de Rotterdamse kring van beeldende kunstenaars R 33, waarvoor hij de verenigingsring ontwierp, aan het gemeentebestuur van Hillegersberg dat zij graag voor wijlen hun lid S. van den Hoonaard “een gedenkteken in de plaats zijner geboorte en inwoning opgericht” zagen. Het monument zou ontworpen worden door Piet van Stuivenberg. Het gemeentebestuur ging akkoord, maar waarschijnlijk door de oorlogsomstandigheden is het er niet van gekomen.
De edelsmid en beeldhouwer is een achterkleinzoon van de Hillegersbergse schoolmeester en geschiedkundige Willem van den Hoonaard.
Begin 2020 verscheen een rijk geïllustreerde monografie van Siem van den Hoonaard door zijn achterneef Frans van Duijn. Dit boek, getiteld 'Siem van den Hoonaard, pionier in de metaalplastiek', verscheen bij uitgeverij Elikser. 
In 2021 schreef Van Duijn een artikel in The Rijksmuseum Bulletin (Volume 69, 2021/1) over een door Van den Hoonaard in 1933 vervaardigd dansmasker. Dit dansmasker, 'Satyre op de moderne dans' geheten, is sinds 2019 in bezit van het Rijksmuseum. 
Van 14 oktober 2022 tot 6 maart 2023 was er een overzichtstentoonstelling van het werk van Siem van den Hoonaard in Museum Noordwijk.
- Biografisch Portaal: 66145398
- Gemeinsame Normdatei: 1213098238
- RKD-Nederlands Instituut voor Kunstgeschiedenis: 39606
- Union List of Artist Names: 500146573
- Virtual International Authority File: 135948747